# Mogambo
Mogambo ist ein US-amerikanischer Spielfilm von John Ford aus dem Jahre 1953. Als Vorlagen dienten das Theaterstück Red Dust von Wilson Collison sowie der Film Dschungel im Sturm (1932), ebenfalls mit Clark Gable in der Hauptrolle.

## Handlung
Die temperamentvolle Tänzerin Ellinor Kelly folgt der Einladung eines reichen Maharadschas nach Afrika, der sie jedoch überraschend sitzen lässt. Völlig mittellos kommt sie in einer Tierfängerstation in Kenia an, die vom wortkargen Großwildjäger Victor Marswell geführt wird. Er überlässt ihr zunächst widerwillig ein Gästezimmer. Beschwingt vom exotischen Ambiente der afrikanischen Savanne, verliebt sich Ellinor in den attraktiven und faszinierenden Mann. Dieser ist von ihrer hemmungslosen Art irritiert und schickt sie mit dem Schiff wieder auf die Rückreise. Doch der Flussdampfer bleibt stecken und zwingt Victor, sich erneut ihrer anzunehmen.
Am nächsten Tag trifft der Anthropologe Donald Nordley zusammen mit seiner jungen Frau Linda in der Station ein, um das Verhalten der Berggorillas im weit entfernten Dschungel zu erforschen. Victor ist von der Idee, eine mehrtägige Safari begleiten zu müssen, wenig angetan. Er ändert aber schnell seine Meinung, weil ihn die unnahbare Linda zunehmend beeindruckt. Ellinor erfährt von seinen Avancen und wird eifersüchtig. Trotz der wachsenden Spannungen bricht die Gruppe zur Expedition auf, durchlebt einige Abenteuer und gerät wiederholt in gefährliche Situationen. Victor und Linda können ihre gegenseitige Zuneigung kaum noch verbergen und verstricken sich immer tiefer in eine Affäre, welche nur noch durch heimliche Treffen vor den anderen verborgen werden kann. Victor fühlt sich schuldig gegenüber Donald und ist um ein klärendes Gespräch bemüht. Als sich die Gelegenheit bietet, scheitert er jedoch an seiner Unfähigkeit, dem ahnungslosen und in seine Forschung vertieften Mann reinen Wein einzuschenken.
Ellinor erkennt die Chance und inszeniert in Victors Zelt eine feuchtfröhliche Party zu zweit. Vom Lärm aufgeschreckt, erreicht Linda den Schauplatz und versucht in ihrer Verzweiflung, Victor mit einem herumliegenden Revolver zu erschießen. Er wird aber glücklicherweise nur leicht verletzt. Linda kehrt reumütig zu ihrem Ehemann zurück, und auch Victor und Ellinor finden schließlich zusammen.

## Hintergrund
Bei Mogambo handelt es sich um eine Neuverfilmung der Version von 1932, die unter dem Titel Dschungel im Sturm (engl. Originaltitel Red Dust) lief. Clark Gable spielte unter der Regie von Victor Fleming auch damals die männliche Hauptrolle, an seiner Seite agierten Jean Harlow, Mary Astor und Gene Raymond.

## Synchronisation
Die deutsche Synchronfassung entstand zur deutschen Kinopremiere im Jahre 1954. In der deutschen Synchronisation wurde Ava Gardners Rollenvorname von „Eloise“ in „Ellinor“ geändert. Ihr Spitzname im Film „Honey Bear“ wurde frei als „Leckermaul“ übersetzt.
| Rolle                   | Schauspieler      | Dt. Synchronstimme    |
| ----------------------- | ----------------- | --------------------- |
| Victor Marswell         | Clark Gable       | Siegfried Schürenberg |
| Eloise/Ellinor Y. Kelly | Ava Gardner       | Edith Schneider       |
| Linda Nordley           | Grace Kelly       | Agi Prandhoff         |
| Donald Nordley          | Donald Sinden     | Klaus Miedel          |
| Leon Boltchak           | Eric Pohlmann     | Stanislav Ledinek     |
| Kapitän                 | Laurence Naismith | Clemens Hasse         |

## Kritiken
„Stimmungsvoller Abenteuerfilm mit schönen Tieraufnahmen, der Urwaldmilieu und -atmosphäre meisterhaft einfängt. Obwohl die Liebesgeschichte weniger überzeugend ausgefallen ist, bietet der Film dank hervorragender Darsteller fesselnde Unterhaltung.“

„Seit Hemingway Afrika für Amerika entdeckt hat, wirken Hollywoods Afrika-Fabeln, als seien sie von einem allerdings bedeutend rosigeren Hemingway-Epigonen, einem »Happy-Hemingway«, mit grad noch ein klein wenig Schnee vom Kilimandscharo, viel Whisky, etwas Einsamkeit und barschem Mannesmut. John Ford inszenierte farbenfroh, attraktiv und erfreulicherweise nicht ganz ernst.“

„Man ist geneigt, die sich ergebenden Situationen mit gelindem Spott zu beschreiben, und damit der Heiterkeit Ausdruck zu geben, die des öfteren auch das Berliner Premieren-Publikum erfüllte, angesichts der sich bei Löwenfauchen und Gorillagebrüll abwickelnden Liebesgeschichten.“

„Kein großer, aber ein ganz guter Abenteuerfilm, dessen Handlung sich im Innern Afrikas abspielt. Spannend, lebendig und ein bißchen banal. Für Jugendliche ab 15.“

## Auszeichnungen
- Der Film war in den beiden Kategorien Beste Hauptdarstellerin (Ava Gardner) und Beste Nebendarstellerin (Grace Kelly) für die Oscarverleihung 1954 nominiert und erhielt außerdem eine Nominierung für den British Film Academy Award als BAFTA Film Award als bester Film.
- Grace Kelly gewann im selben Jahr den Golden Globe in der Kategorie Beste Nebendarstellerin.

## DVD-Veröffentlichung
- Mogambo. Warner Home Video, 2004.